# Ronde van Taiwan 2017
De 15e editie van de Ronde van Taiwan vond in 2017 plaats van 26 tot en met 30 maart. De start lag net als in de voorgaande edities in Taipei en de finish lag in Pingtung. Er stonden 105 renners aan de start van de eerste etappe en 94 hebben uiteindelijk de finish in Pingtung bereikt. De wedstrijd maakte deel uit van de UCI Asia Tour 2017, in de categorie 2.1. In 2016 won de Australiër Robbie Hucker, dit jaar won de Spanjaard Benjamín Prades.

## Deelnemende Ploegen
| ProContinentaal    | Continentaal                   | Continentaal                 | Nationaal |
| ------------------ | ------------------------------ | ---------------------------- | --------- |
| Nippo-Vini Fantini | Action Cycling Team            | IsoWhey Sports SwissWellness | Rusland   |
| Team Novo Nordisk  | Aisan Racing Team              | JLT Condor                   | Thailand  |
| Unitedhealthcare   | Cibel-Cebon                    | KSPO                         |           |
|                    | Elevate–KHS Pro Cycling        | Memil Pro Cycling            |           |
|                    | Giant Cycling Team             | Monkey Town CT               |           |
|                    | HKSI Pro Cycling Team          | RTS-Monton Racing Team       |           |
|                    | Team Hrinkow Advarics Cycleang | Tabriz Shahrdary Team        |           |
|                    | Team Illuminate                | Team UKYO                    |           |

## Etappe-overzicht
| etappe | datum    | start    | finish   | type       | afstand  | winnaar           | klassementsleider |
| ------ | -------- | -------- | -------- | ---------- | -------- | ----------------- | ----------------- |
| 1e     | 26 maart | Taipei   | Taipei   | Vlakke rit | 83,2 km  | Edwin Avila       | Edwin Avila       |
| 2e     | 27 maart | Taipei   | Taipei   | Heuvelrit  | 114,7 km | James Gullen      | James Gullen      |
| 3e     | 28 maart | Taoyuan  | Taoyuan  | Heuvelrit  | 118,9 km | Daniel Summerhill | Daniel Summerhill |
| 4e     | 29 maart | Nantou   | Nantou   | Bergrit    | 166,6 km | Edwin Avila       | Benjamín Prades   |
| 5e     | 30 maart | Pingtung | Pingtung | Vlakke rit | 198,8 km | Brenton Jones     | Benjamín Prades   |

## Eindklassementen
| Plaats    | Naam               | Ploeg                        | Tijd      |
| --------- | ------------------ | ---------------------------- | --------- |
| Gele trui | Benjamín Prades    | Team UKYO                    | 16u05'19" |
| 2         | Edwin Avila        | Team Illuminate              | + 8"      |
| 3         | Kevin De Jonghe    | Cibel-Cebon                  | + 11"     |
| 4         | Rodrigo Araque     | Team UKYO                    | + 17"     |
| 5         | Antonio Santoro    | Monkey Town CT               | + 26"     |
| 6         | Mauricio Ortega    | RTS-Monton Racing Team       | + 41"     |
| 7         | Daniel Summerhill  | Unitedhealthcare             | + 43"     |
| 8         | Anthony Giacoppo   | IsoWhey Sports SwissWellness | + 47"     |
| 9         | Marco Zanotti      | Monkey Town CT               | + 49"     |
| 10        | Chien-Liang Chen   | Action Cycling Team          | + 55"     |
| 11        | Lachlan Norris     | Unitedhealthcare             | + 56"     |
| 12        | Tomohiro Hayakawa  | Aisan Racing Team            | + 58"     |
| 13        | Jimmy Janssens     | Cibel-Cebon                  | z.t.      |
| 14        | Brecht Ruyters     | Cibel-Cebon                  | z.t.      |
| 15        | James Gullen       | JLT-Condor                   | + 1'10"   |
| 16        | Cameron Piper      | Team Illuminate              | + 1'12"   |
| 17        | Masakazu Ito       | Nippo-Vini Fantini           | + 1'19"   |
| 18        | Alan Marangoni     | Nippo-Vini Fantini           | + 1'33"   |
| 19        | Vladislav Kulikov  | Rusland                      | + 1'57"   |
| 20        | Oscar Pujol        | Team UKYO                    | + 2'05"   |
|           |                    |                              |           |
| 32        | Rik van IJzendoorn | Team Novo Nordisk            | + 4'11"   |

| Plaats      | Naam               | Ploeg                        | Punten |
| ----------- | ------------------ | ---------------------------- | ------ |
| Groene trui | Edwin Avila        | Team Illuminate              | 59     |
| 2           | Marco Zanotti      | Monkey Town CT               | 32     |
| 3           | Neil Van der Ploeg | IsoWhey Sports SwissWellness | 30     |
|             |                    |                              |        |
| 6           | Brian Kamstra      | Team Novo Nordisk            | 31     |
| 14          | Kevin De Jonghe    | Cibel-Cebon                  | 14     |

| Plaats        | Naam             | Ploeg                  | Punten |
| ------------- | ---------------- | ---------------------- | ------ |
| Bolletjestrui | Benjamín Prades  | Team UKYO              | 35     |
| 2             | Mauricio Ortega  | RTS-Monton Racing Team | 23     |
| 3             | Michiel Dieleman | Cibel-Cebon            | 21     |

| Plaats      | Naam              | Ploeg               | Tijd      |
| ----------- | ----------------- | ------------------- | --------- |
| Blauwe trui | Chien-liang Chen  | Action Cycling Team | 16u06'14" |
| 2           | Tomohiro Hayakawa | Aisan Racing Team   | + 3"      |
| 3           | Masakazu Ito      | Nippo-Vini Fantini  | + 24"     |

| Plaats | Ploeg           | Tijd      |
| ------ | --------------- | --------- |
|        | Cibel-Cebon     | 48u18'04" |
| 2      | Team UKYO       | + 21"     |
| 3      | Team Illuminate | + 41"     |

2003 · 2004 · 2005 · 2006 · 2007 · 2008 · 2009 · 2010 · 2011 · 2012 · 2013 · 2014 · 2015 · 2016 · 2017 · 2018 · 2019 · 2020 · 2021 · 2022 · 2023 · 2024 · 2025
 Ronde van Hainan · 
 Japan Cup · 
 Ronde van Sharjah · 
 Ronde van het Taihu-meer · 
 Ronde van Fuzhou · 
 Ronde van Dubai · 
 Ronde van Oman · 
 Ronde van Langkawi · 
 Ronde van Taiwan · 
 Ronde van Iran · 
 Ronde van Japan · 
 Ronde van Korea · 
 Ronde van het Qinghaimeer · 
 Ronde van China I · 
 Ronde van China II · 
 Ronde van Almaty